# ウティカの戦い (紀元前203年)
ウティカの戦いは第二次ポエニ戦争中の紀元前203年に、現在のチュニジアにあったウティカ付近で発生した戦闘。第二次ポエニ戦争においては、アフリカ大陸での最初の戦闘である。ウティカの攻略には失敗したが、メジェルダ川近くで、スキピオ・アフリカヌス率いるローマ軍が、奇襲によってカルタゴ軍およびその同盟国であるヌミディア軍に決定的な勝利を収めた。スキピオのこの勝利により、カルタゴはイタリア半島およびイベリア半島から軍を引き上げざるを得なくなり、ローマは戦略的優位性を得、最終的なローマの勝利に大きく貢献した。

## 紀元前204年にいたるまでのローマのアフリカ侵攻準備
古代リビュア（現在のチュニジア）へのローマの最初の侵攻は第一次ポエニ戦争のときであった。このときはローマの敗北に終わった（チュニスの戦い）。それから50年後に、ローマは再びアフリカへ侵攻することになる。
アフリカへの侵攻は、第二次ポエニ戦争において当初よりの計画であった。カルタゴ軍の指導者であるハンニバルはイベリア半島を基地として、ガリア南部を経由し、アルプスを越えて紀元前218年にイタリア半島に侵入した。これを迎え撃った執政官（コンスル）プブリウス・コルネリウス・スキピオ（スキピオ・アフリカヌスの父）はティキヌスの戦いで敗北した。もう一人の執政官ティベリウス・センプロニウス・ロングスはカルタゴ遠征を予定していたが、急遽シチリアからガリア・キサルピナへ派遣された。しかしトレビアの戦いで敗北、その後もローマ軍の敗北は続き、カルタゴ本国への侵攻作戦は放棄せざるを得なくなった。その後の戦闘も主としてイタリア半島、イベリア半島およびシチリアで行われ、北アフリカに戦禍は及ばなかった。転機となったのは紀元前205年ころであり、ローマ軍はカルタゴ軍の侵攻を防ぎきり、ハンニバルは徐々にその同盟国を失っていった。またハンニバルの弟のハスドルバル・バルカはハンニバルとの合流を目指してイベリアからイタリアに侵攻したが、メタウルスの戦いで戦死した。カルタゴ軍はシチリアからもイベリアからも駆逐されるか、アペニン山脈の北西に追い詰められた。カンナエの戦いの後、シチリアの最大の都市国家であるシュラクサイはカルタゴの同盟国となっていたが紀元前212年に陥落し（シュラクサイ包囲戦 (紀元前214年-紀元前212年)）、ローマはカルタゴに対する海上からの攻撃基地を得た。紀元前208年、紀元前207年および紀元前205年には、海上からアフリカを襲撃している。
紀元前206年に、スキピオ・アフリカヌスはイリッパの戦いに勝利して、カルタゴ軍をイベリア半島から駆逐し、正式な承認が得られる前から、アフリカ侵攻を次の目標とした。そのためには、スキピオはハンニバルの同盟者であるヌミディアのシュファクスをローマ側に誘うことが必要と結論した。スキピオは紀元前205年に執政官に選出されてはいたが、ローマ元老院からアフリカ侵攻作戦の承認を得るための政治的努力を行なっていた。最大の反対者はクィントゥス・ファビウス・マクシムスであり、アフリカ侵攻はリスクが高すぎるとし、ブルティウム（現在のカラブリア州）に滞陣しているハンニバルとの戦いを第一目標と考えていた。スキピオは元老院に対して、アフリカ侵攻こそがハンニバルをイタリアから追い出すための最善策であると説得した。にもかかわらず、スキピオには十分な兵力は与えられず、シチリアで新たな軍を編成したが、その準備に1年間を要した。
カルタゴは、スキピオが副将のガイウス・ラエリウスを艦隊とともにカルタゴの西にあるヒッポ・レギウス（Hippo Regius）に送ったことに警戒していた
。ローマの大軍による侵攻を阻止するために、カルタゴは様々な手段を講じたが、マケドニア王ピリッポス5世にシチリア攻撃を促す計画は失敗に終わり、ブルティウムとリグリアに送った援軍も、イタリアでの戦況を逆転するには十分ではなかった（クロトナの戦い、ポー平原遠征）。ただし、シュファクスを寝返らせるというスキピオの謀略は、ハスドルバル・ギスコの政治的手腕と、その娘のソフォニスバ（Sophonisba）の魅力のために阻止された。

## アフリカ侵攻開始とウティカの戦い

### スキピオ、カルタゴに上陸

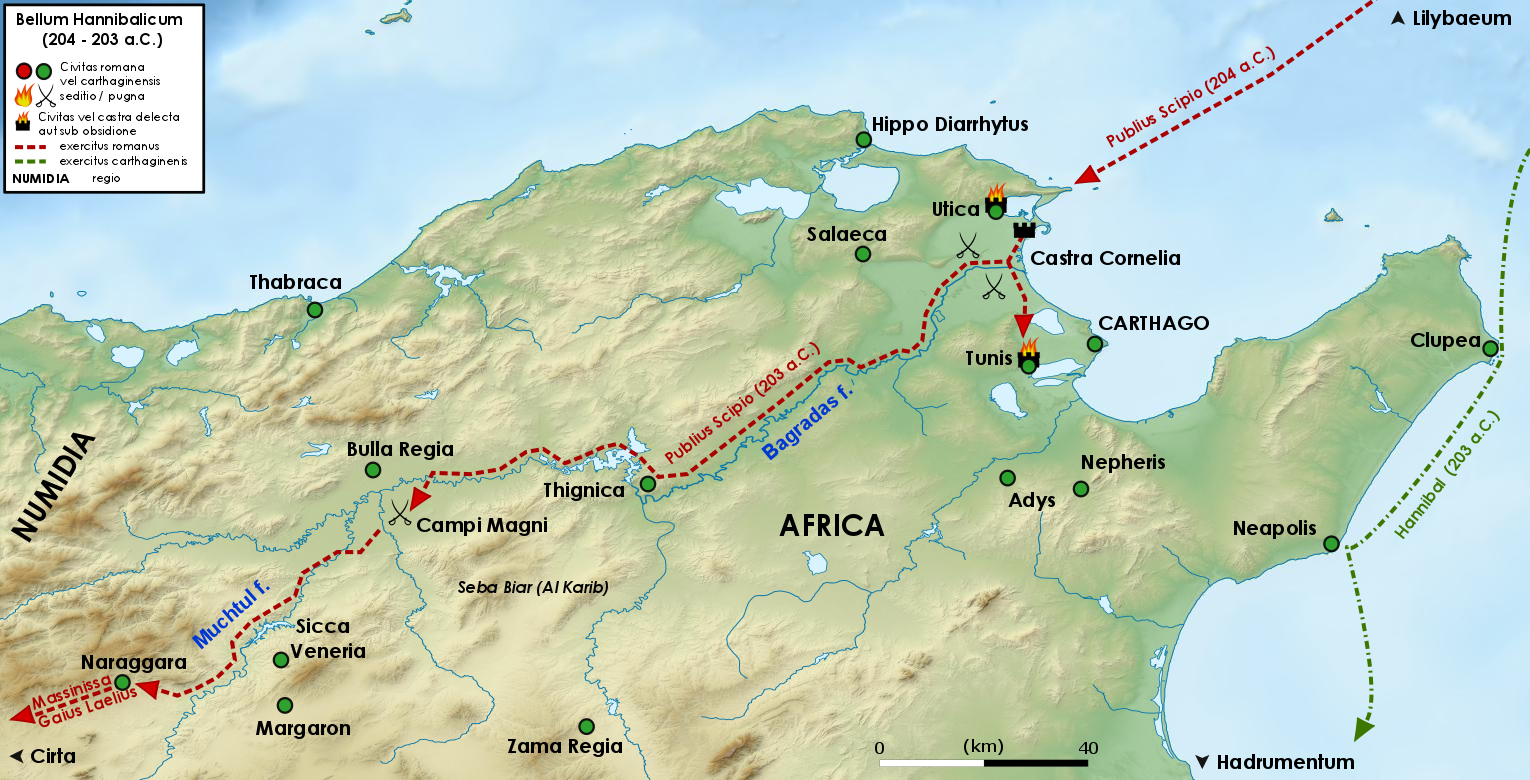
スキピオのアフリカ侵攻経路

アフリカ侵攻は紀元前204年に開始された。数百隻の輸送船で35,000以上のローマ兵が、カルタゴ西方35kmのファリナ岬（またはプルクルム 地図）に上陸した。スキピオ自身の上陸は、カルタゴに不安と恐れを巻き起こし、その結果として生じた混乱を利用して幾つかの街を占領し、また郊外の略奪を行った。スキピオに対するカルタゴ軍の司令官はハスドルバル・ギスコであった。ハスドルバルはスキピオの略奪行為を止めさせ、またその動きを抑えるために、かなりの数の騎兵を派遣したが、サラエカの近くでローマ軍に撃破された。このため、スキピオは一時的な優位を得、さらにヌミディアのマッシニッサの合流により兵力が強化された。他方、シュファクスは揺れており、ハスドルバルの行動は制限された。このためローマ軍は損害を受けることなく略奪を続けることが出来た。

### ウティカ包囲戦
多数の戦利品と捕虜を得た後、秋にはスキピオはウティカへ向かった。彼の意図は、このフェニキア人の都市を占領し、その後の作戦の基地とすることであった。多数の攻城兵器を準備し、ローマ艦隊の支援もあったが、城壁に向かっての直接的な攻撃は撃退された。このため、ローマ軍は通常の包囲戦を開始した。しかしカルタゴの2つの大軍の出現により、包囲戦は短期間で終了した。援軍に到着したのはハスドルバルの軍と、その義理の息子であるシュファクスの軍であった。今度は両者とも躊躇しなかった。カルタゴ軍の兵力はローマ軍を大きく上回っており（ポリュビオスとリウィウスはハスドルバル軍を3万以上、シュファクス軍はその倍としているが、現代の歴史家はこの数は大げさすぎると考えている）、スキピオはウティカから直ちに離れることを余儀なくされた。ウティカから遠くない場所（後のカストラ・コルネリア）に防御を施した冬営地を設置し、シチリア、サルディニア、イベリアからの補給を受けられるようにした。ハスドルバルとシュファクスは、カストラ・コルネリアからやや離れた場所に、別々に冬営した。

### 和平交渉
冬の間、カルタゴ軍は戦力の増強に努めた。ローマ軍への補給経路を遮断するために新たな艦隊が建造され、イベリアとリグリアからの傭兵の到着を待った。シュファクスが調停交渉を仲介したため、この間に戦闘は発生しなかった。ハスドルバルは、ローマがアフリカから、カルタゴがイタリアから陸軍を撤退させるという講和条件には同意していたが、戦力増強自体は中止しなかった。スキピオのシュファクスとの交渉は、このような講和によって平和を達成するためのものではなかった。当初、スキピオはヌミディアをローマ側につかせる謀略を隠蔽するためにこの交渉を使った。この交渉が成立しないことが分かっても、スキピオは使節団をヌミディア軍野営地に送り続けた。スキピオの目的は、第一には和平を望んでいるとカルタゴに誤解させることであり、第二は敵の配備・組織の偵察であった。使節団は、特に第二の目的のために慎重に選ばれ、カルタゴ軍・ヌミディア軍共に、野営地の小屋は主として木やアシ、および他の可燃性の材料で作られていると報告した。

### 野営地炎上
この情報を基に、スキピオは戦闘の計画を練った。スキピオはカルタゴ軍がカストラ・コルネリア攻撃の準備を続けていることを知っており、春の訪れを待って先制攻撃をかけた。その後の推移に関して、古代の歴史家達は、2つの異なった説を唱えている。リウィウスとポリュビウスの説は次の通りである。スキピオは分遣隊（兵力2,000）をウティカを見下ろす丘の上に派遣し、敵の偵察隊がローマ軍の意図を察知するのを阻止した。別の小さな分遣隊がローマ軍野営地の守備のために残された。主力軍は夜間に10キロメートル以上行軍し、夜明け前にハスドルバルとシュファクスの野営地に到着した。スキピオは軍を2つに分け、ラエリウスとマシニッサにシュファクスの野営地に放火・破壊するよう命じた。シュファクスの兵は就寝中で何の準備も行っていなかったため、炎から逃れるチャンスはほとんどなかった。柵の外側の小屋から始まった火事は、直ぐに野営地全体に広がった。全ての出口をローマ軍が押さえており、武装せずに脱出してきた兵士の多くが殺され、また残りは焼死した。ハスドルバルの野営地でも同様の事態が起こっていた。ただ、シュファクスの野営地の出火の報告があったため、ハスドルバルの兵は起きており、火事は失火によるものと考えてヌミディア野営地救出に非武装でかけつけた。スキピオはこの時を待っており、混乱につけこんで攻撃を開始した。カルタゴ軍は組織的な抵抗ができず、崩壊した。ハスドルバル、シュファクスは少数の兵と共になんとか脱出することができた。

### アッピアノスの別説
リウィウスとポリュビウスの説は、ルキウス・アナエウス・フロルス（Lucius Annaeus Florus）、セクストゥス・ユリウス・フロンティヌスといった、他の古代の歴史家にも支持されている。他方、アッピアノスは、その『ローマ史』において、これとは異なった記述を行っている。スキピオはシュファクスがハスドルバルを救援するのを阻止するため、マシニッサとその騎兵のみを派遣した
。他のローマ軍主力はハスドルバルの野営地を奇襲し、脱出路はローマ騎兵が抑えていたため、ほとんどのカルタゴ兵が戦死した。シュファクスがこれを知ったとき、ハスドルバル支援のために騎兵の分遣隊を派遣したが、マシニッサの騎兵に捕捉・殲滅された。スキピオが続いてシュファクスの野営地を攻撃してくることを恐れ、シュファクスは全軍を率いて損害を受けることなく野営地から撤収した。

## その後
カルタゴ軍の損害は甚大であり、その後しばらく野戦軍は事実上消滅した状態であった。古代の歴史家には具体的な数字をあげていない場合もあるが、戦死は30,000から40,000、加えて捕虜が5,000との説がある。カッシウス・ディオを除き、全ての史料がローマ軍の損害は軽微であったとしている。ポリュビウスは「誇張があるとしても、これ以上の敗北例は見つけることができない。この敗北は以前の全ての敗北を上回るものであった。したがって、私が見るにスキピオの功績は最も素晴らしく、冒険的なものである」と述べている。この一撃で、スキピオはカルタゴの封鎖を排除し、前年の夏の攻撃計画を一新した。このしばらく後に発生したバグブラデスの戦いで、スキピオは再びハスドルバルとシュファクスに勝利した。カルタゴはイタリアからハンニバルを呼び戻すが、紀元前202年にザマの戦いに敗北、翌年には講和条約が締結され第二次ポエニ戦争が終了した。

## 参考資料
古代の史料
- Livius, Titus, The History of Rome, Vol. IV (ed. E. Rhys, translated by C. Roberts), University of Virginia Library Electronic Text Center (see also a Russian translation )
- Polybius, The Histories, Bill Thayer's Web Site, LacusCurtius: A Gateway to Ancient Rome (alternative English translation at The Perseus Digital Library, Tufts University)
- Cassius Dio, Roman History, Bill Thayer's Web Site, LacusCurtius: A Gateway to Ancient Rome
- Appian, Roman History, The Punic Wars, Livius Articles on Ancient History
- Frontinus, Stratagems, LacusCurtius: A Gateway to Ancient Rome (see also in Russian )

現代の研究書
- Barceló, Pedro, Hannibal, München, Beck, 1998, ISBN 3-406-43292-1
- Caven, Brian, The Punic Wars, Weidenfeld and Nicolson, London 1980, ISBN 0-297-77633-9
- Connolly, Peter, Greece and Rome at War, Greenhill Books, 1998, ISBN 1-85367-303-X (see excerpts in Russian )
- Delbrück, Hans, History of the Art of War, Vol. I: Warfare in Antiquity (translated by W. Renfroe), University of Nebraska Press, 1990, ISBN 0-8032-9199-X (see excerpts in Russian )
- Fournie, Daniel, Second Punic War: The Battle of Zama , , retrieved from HistoryNet.com on October 22, 2007
- Mommsen, Theodor, The History of Rome, Book III, The Gutenberg Project eBook (see also in German )
- Scullard, H. H., Scipio Africanus: Soldier and Politician, New York, Cornell University Press, 1970, Standard Book Number 8014-0549-1
- Smith, William (ed.), Dictionary of Greek and Roman Biography and Mythology, University of Michigan
- Кораблев, Илья, Ганнибал, Москва, "Наука", 1976, , Студенческое научное общество

その他リンク
A comprehensive history of the Second Punic war for German readers:
- Gottwein, Egon, Politische und kulturelle Entwicklung Roms: Der 2. Punische (Hannibalische) Krieg (on Navicula Bacchi)

A concise online description of Scipio's expedition to Africa:
- Akinde, Michael, Publius Cornelius Scipio Africanus, Scipio Africanus : Africa (204 - 201 BCE)

A detailed map of a part of northern Africa in Roman times:
- Numidia (on Navicula Bacchi)

座標: 北緯37度03分23秒 東経10度03分44秒 / 北緯37.0565度 東経10.0623度